# Държавно устройство на Беларус
Република Беларус е суверенна и независима правова държава с демократични ценности (държавен глава е президентът), управлявана от двукамерен парламент. В Беларус властта е разделена на законодателна – в ръцете на двукамерния парламент, изпълнителна – в ръцете на управляващото правителство и съдебна. Вследствие на международните събития в началото на 1990-те години, на 27 юли 1990 година в Беларус влиза в сила нова Конституция.

## Политическа история

### Пре-съветско управление
От 1918 до 1919 г. съществува Беларуска демократична република (1918 – 1919). През 1919 година, Рада на Беларуската демократична република съществува в изгнание, заради създаденото бутафорно болшевишко правителство в Смиленск.
През същата година Белоруската съветска република се присъединява към СССР заедно със съветско контролираните Руска съветска федеративна социалистическа република, Украинската ССР и Задкавказието.

### Независимост след разпадането на СССР
В началото на 1990 година, по примера на държавите около Беларус (Украйна и Прибалтийските републики), въпросът за независимостта широко се дискутира. На 27 юли 1990 година, беларуското правителство приема декларация за независимост (две седмици преди това, в Русия е приета подобна декларация за независимост). Проведеният референдум през 1991 година в границите на Съветския съюз показва, че 83% от беларуското население иска да остане част от Съветския блок.
В региона за независими държави се провъзгласяват последователно Естония, Латвия и Украйна. На 25 август 1991 година, Беларус също става част от независимите държави. На 28 август министър-председателят Вячеслав Кебич подава официален отказ (от името на цялото му правителство) за членство в комунистическата партия. Периодът е белязан с множество демократични промени. Парламентът гласува за смяна в наименованието на страната, от Белоруска съветска република се преименува на Република Беларус. Флагът е променен на три хоризонтални ленти – бяла-червена-бяла, заедно с новия герб. На 8 декември Станислав Шушкевич заедно с руския президент Борис Елцин и украинския президент Леонид Кравчук подписват Беловежкото споразумение, с което се слага край на съществуването на Съветския съюз. На мястото на СССР се създава доброволно сдружение на страните от Общността на независимите държави.
Междувременно опозицията настоява за провеждането на референдум и нови избори. За тази цел в следващите няколко месеца тя събира 442 хил. подписа в подкрепа на това.
Има силни спекулации за начина на събиране на тези подписи. Появяват се съмнения за насилствено събиране в подкрепа на исканите нови избори и референдум. В парламента само 35 депутати подкрепят исканията на опозицията, други 35 депутати се въздържат да дадат своя глас, а останалите 222 депутати гласуват против нови избори. Опозицията обвинява Върховния съвет в манипулиране на общественото мнение във връзка с отказа на правителството на проведе референдумът. Тази постъпка на правителството е считана за противозаконна от опозицията. През май 1992 година, Националната комисия по референдумите валидира 384 000 гласа (от събраните 442 000) при нужни 350 000 гласа. Правителството на Кебич сформирано изцяло от бивши представители на социалистическата партия повлиява за консервативния подход на правителството, спрямо провеждането на реформи в политически и икономически аспект. Кебич характеризира политиката си като „традиционна“. Беларуският върховен съвет, продължава да отказва да проведе необходимите реформи. Закона за приватизацията е готов през юли 1993 г., но колективните съюзи продължават да съществуват и да провеждат дейност. Приватизацията на държавни предприятия започва едва през средата на 1995 година, с помощта на усилията на Станислав Шушкевич.

## Конституция на Република Беларус
Конституцията е основен закон на Република Беларус. Настоящата конституция е приета от Върховния съвет на Република Беларус на 15 март 1994 година. Изменения и допълнения в Конституцията са правени три пъти (винаги чрез референдум). Според резултатите от референдума на 14 май 1995 г., в Конституцията са внесени разпоредби за равния статут на руския с беларуския език, както и възможността на президента да разпуска парламента и да бъдат назначавани нови избори, в случай на груби или системни нарушения на конституцията и закона. На референдума от 24 ноември 1996 г., е приета нова редакция на конституцията, разширяваща правомощията на президента и реформираща системата на органите на реда в страната. На референдума от 17 октомври 2004 г. от конституцията е премахнато ограничението за броя на президентските мандати, които може да заема едно и също лице.

## Президент
Президентът на Република Беларус е държавния глава, гарант на Конституцията на Република Беларус, на правата и свободите на човека и гражданина. Той представлява Република Беларус в отношенията с други държави и международни организации. Има широк кръг от правомощия, основните от които са:
- определя структурата на правителството на Република Беларус, назначава на длъжност и освобождава от поста министър-председател, министри и други членове на правителството, взима решения относно оставката на правителството или на неговите членове;
- назначава ръководителите на централните органи на държавната администрация и определя техния статут;
- подписва закони; има право в реда, предвиден от конституцията, да върне закон или отделни негови положения, със своите възражения, в Камарата на представителите;
- има право да отменя актове на правителството;
- явява се главнокомандващ на Въоръжените сили на Република Беларус;
- назначава провеждането на референдум;
- може да издава декрети, имащи силата на закон.

Първите президентски избори в Беларус се провеждат на 10 юли 1994 година. На тях побеждава Александър Лукашенко.
Управлението на Лукашенко е противоречиво още от самото начало. Неговият кабинет е изграден изцяло от млади и амбициозно кадри в контраст с предишния кабинет на Кубич, изграден изцяло от функционери с опит. Лукашенко отлага следващите избори до май 1995 година. Правителството на Лукашенко е изтъкано от корупция. Той уволнява министъра на отбраната, началника на въоръжените сили, главно-командващия на граничните сили, както и министъра на горите.
Първата официална визита на Лукашенко е през август 1994 г. в Русия. Срещата има за цел да бъдат договорени някакви икономически ползи от сътрудничеството между Беларус и Русия. През февруари 1995 г., Беларус подписва Договор за сътрудничество с Русия, който позволява на Русия да разположи руски войски на територията на Беларус. Тези отстъпки са направени с надеждата, че Русия ще върне услугата като предостави по-ниски цени за доставка на горива и суровини. Но въпреки подписаното споразумение до намаление на цените не се стига.
Проведените избори през май 1995 са считани за най-недемократичните, провеждани някога в Беларус, до онзи момент. До голяма степен цензурирани, при тези избори липсва реално медийно отразяване, политическия дебат между кандидатите също липсва. Няма представител, който да спечели нужното мнозинство. Лукашенко е цитиран да казва, че той има „авторитарен стил на управление“, който той използва за да управлява страната. Съветът на Европа отказва членство на Беларус през 1997, заради многобройните нарушения при провеждането на конституционните референдуми и при провеждането на парламентарните избори през предходната година. Според Съвета на Европа, Беларус „не спазва минималните демократични стандарти и по този начин нарушава принципите за разделение на властите и върховенството на закона“. Правителството е критикувано за нарушение правата на човека, оказване на натиск върху независимата журналистика, неспазване на етническия мир между отделните малцинства в страната. Има и съмнения за политическо преследване на видни лидери на опозицията и независими журналисти завършвали с мистериозна смърт. До 2013 година, Беларус е единствената държава в Европа, която запазва смъртното наказание за някои видове престъпления. Според секретар Райс, член на комисията към Сената на САЩ, Беларус се нарежда сред първите шест държави в списъка на най-тираничните държави в света.(2).
Поради тази политическа обстановка редица посланици на ЕС и други държави изтеглят своите представителства заради огромното безпокойство за липса на политическа стабилност.
Лукашенко също така печели и всички следващи президентски избори в Беларус – през 2001, 2006 и 2010 година.

## Законодателна власт
Закондателната власт се осъществява от двукамерен парламент – Народното събрание. Долна камара – Камарата на представителите и Горна камара – Съвет на републиката. Народното събрание е създадено през 1996 година вследствие на измененията в Конституцията (правомощията на Върховния съвет на Република Беларус са прекратени). Мандатът на Народното събрание е 4 години.
Долната камара има общо 110 членове. Избирането на депутатите се осъществява, чрез тайно гласуване. И изборите се провеждат в едномандатни избирателни райони. Първите депутати в Камарата на представителите (1996 – 2000) са бивши членове на Върховния съвет.
Основни правомощия на Камарата на представителите:
- разглежда и приема законопроекти;
- назначава президентски избори;
- дава съгласие на президента за назначаването на министър-председател;
- изразява вот на недоверие към правителството;
- повдига обвинения срещу президента.

Горната камара има 64 членове. Тук членовете са по териториално представителство. Осем от тях се назначават пряко от президента, други осем се избират от областните центрове и Минския градски съвет. Основни правомощия на Съвета на републиката:
- одобрение или отхвърляне на проектозакони, приети от Камарата на представителите;
- избира шест съдии от Конституционния съд и шестима членове на Централната комисия за избори и провеждането на републикански референдуми;
- дава съгласие на президента за назначаването на председател на Конституционния съд, съдии във Върховния съд и други висши длъжностни лица;
- контролира работата на местните съвети на депутатите, може да отменя решенията им или да ги разпусне в случай на нарушения на закона;
- разглежда президентските укази за обявяването на извънредно и военно положение;
- взема решение за свалянето на президента от длъжност.

## Изпълнителна власт
Изпълнителната власт се упражнява от правителството – Съвет на министрите на Република Беларус. В съвета влизат министър-председателя, неговите заместници, министри, ръководители на други централни органи на държавната администрация.

## Съдебна власт
Съдебната власт принадлежи на съда, съдебната система се основава на принципите на териториалност и специализация. Правосъдието се осъществява на основата на конкуренция и равнопоставеност на страните в процеса. Контрола върху нормативните актове според конституцията в държавата се осъществява от страна на Конституционния съд на Република Беларус. Съдебната система се състои от областни градски съдилища – съдилища от първа инстанция, областни и гр. Минск, Върховен съд, Висш икономически съд.

## Местно самоуправление
Република Беларус е считана за унитарна държава, тоест местното управление решава основно местни проблеми. Местното управление се извършва чрез гражданските и местни (депутатски) съвети. Към компетенциите на местните съвети се отнасят:
- одобряване на програмите за икономическо и социално развитие, местните бюджети и докладите за изпълнението им;
- установяване, в съответствие със закона, на местните данъци и такси;
- определяне в границите, предвидени от закона, редът на управление и разпореждане с обществена собственост;
- назначаване на местни референдуми.

## Политически партии
Партийната система в Република Беларус не е добре развита поради различни причини. Сред които са липсва на ценностини относно партийността, сложен механизъм за регистрация на отделните политически партии, слабо развито гражданско общество, избирателната мажоритарна система, чрез която се провеждат всички избори в страна. На практика партиите не влияят върху политиката в Беларус.
Към основните партии се отнасят: Комунистическа партия на Беларус; Партия на комунистите в Беларус; Партия БНФ (Беларуски народен фронт); Консервативно-християнска партия; Обединена гражданска партия; Беларуска социалдемократическа партия (Громада); Либерално-демократическа партия.
Станислав Шушкевич констатира в началото на 1993, че 60% от населението не подкрепя никоя политическа партия, само 3,9% подкрепят комунистическата партия, и 3,8% подкрепят Беларуския национален фронт. Подкрепата за останалите политически партии е по-малка.
Комунистическата партия (част от комунистическите партии на СССР) участва активно във формирането на социалната и фискалната политика за един доста дълъг период от време. В късните 80-те години на ХХ век след структурните промени, предприети от Михаил Горбачов, Беларуската комунистическа партия е преименувана на Социалистическа партия на Беларус, която става основната политическа партия, около която се сформират още социалистически и про-руски партии. Социалистическата партия официално е регистрирана през декември 1991.
Един от най-ярките представители на опозицията от първата половина на 90-те год. на ХХ век е Беларуски национален фронт, основана през октомври 1989. Партия БНФ се обявява като партия, изградена от индивидуалисти, вярващи в демократичното бъдеще на страната.
Обединена гражданска партия е основана през ноември 1990, и е първата появила се партия в независим Беларус. Членове на партията са видни професори, общественици. Партията се обявява в подкрепа на демокрацията, етническото равенство и свобода и пазарната икономика.
Социално-демократичната беларуска партия става факт през март 1991. Нейни членове са работници, студенти, военни, общественици и интелигенция. Партията апелира за една независима държава, но без да напуска Общността на независимите държава, партията иска да се изгради една пазарна икономика, с държавна регулация в някои сектор. Партията се смята за член на социално-демократичното семейство.
Земеделската партия е основана през февруари 1991. Целите на партията включват приватизации на земи, насочване към пазарната икономика, както и подкрепа на беларуската култура и хуманизъм.
Беларуският християн-демократичен съюз е основан през юни 1991 година. Представителите на интелигенцията, членовете на партията апелират за въвеждане на християнските ценности, плурализма, узаконяването на частната собственост и налагане на етнически мир в страната.
Белая Рус е славянски съвет, основан през юни 1992, като консервативна русофилска група, която защитава руските интереси във всички сфети на общетвения живот на Беларус. Съветът шумно протестира срещу статуса на беларуския език като единствен официален език и апелира за признаването на руския език също като официален за страната. През 1995 на политическия хоризонт се появяват множество нови партии като: Екологична беларуска партия, Национална демократична партия, Партия на общественото съгласие, Земеделски беларуски съюз, Зелената партия на Беларус, Либерална демократична партия на Беларус, Полски-демократичен съюз и Републиканската партия.

## Външна политика на република Беларус
Въпреки вътрешнополитическите проблеми настъпващи след независимостта на страната, Беларус съумява да създаде международни връзки с много страни в региона и не само, без да загубва националните си интереси.
Беларус е суверенна държава, която следва независима и мирна външна политика, сътрудничество с чуждестранни и международни партньори от цял свят. Страната се стреми да допринесе за стабилността на международната сигурност.
Беларус поддържа дипломатически отношения със 174 държави по света и има представителства с 56 страни по света. През 2014 г. Беларус открива посолства в Австралия, Катар, Монголия, Пакистан, Еквадор, Италия (Милано). 45 чуждестранни посолства, 4 посолствени офиси, 2 търговски мисии, 35 консулски служби (включително почетни консули), 15 мисии на международни организации и 88 чуждестранни дипломатически мисии със съпътстваща акредитация присъстват в Беларус.
Последователно преследването на идеята за интеграция, Беларус е активен член на обединението формации на постсъветското пространство – Евразийския икономически съюз, страните от ОНД и Организацията на Договора за колективна сигурност. Европейският съюз е обективно важен търговски партньор и източник на инвестиции за Беларус.